# 14. století
Čtrnácté století je období mezi 1. lednem 1301 a 31. prosincem 1400 našeho letopočtu. Jedná se o čtvrté století druhého tisíciletí.
Kvůli silnému ochlazení zasáhla Evropu v tomto období série hladomorů následovaná epidemiemi moru, který se do Evropy v polovině století rozšířil z Asie. V roce 1337 se mezi francouzským a anglickým královstvím rozhořela stoletá válka. Severoitalská města se v tomto věku stala kolébkou renesance. V Číně došlo v polovině 14. století v důsledku povstání rudých turbanů k pádu dynastie Jüan, která byla nahrazena dynastií Ming. Ve střední Asii pak došlo k zeslábnutí Zlaté Hordy a k rozpadu dalších nástupců Mongolské říše, Ílchanátu a Čagatajského chanátu.

## Shrnutí

### České země
Zatímco většinu Evropy decimoval jeden masakr za druhým, České země vzkvétaly. Na český trůn usedli Lucemburkové, kteří díky své politické obratnosti (zejména Karel IV.) dostali Prahu do centra evropského dění.

### Svět

#### Evropa
Většina Evropy (zejména jižní a západní část) procházela extrémně těžkým obdobím. Na začátku století došlo k výraznému ochlazení. Velmi dlouhé zimy v kombinaci s chladnými a deštivými léty způsobily mimořádně nízkou až nulovou úrodu obilí. což vyvrcholilo v roce 1316 tzv. Velkým hladomorem. Informace o počtu obětí nejsou přesné. Odhaduje se mezi 10 a 25 % evropské populace. Než se z toho Evropa stačila vzpamatovat, přišla pohroma mnohem horší. Ze střední Asie se nejen do Evropy, ale i do severní Afriky rozšířil mor, pravděpodobně prostřednictvím krys. Pro morovou epidemii se vžil termín Černá smrt. Podlehla jí jedna třetina až polovina evropské populace (cca 25 mil.lidí). Byla to nejhorší tragédie v dějinách Evropy.

#### Afrika
Na západě Afriky se zformovala v té době nejmocnější muslimská říše – Říše Mali. Hlavní město Timbuktu bylo jedno z největších a nejbohatších měst tehdejšího světa. Bohatství se zakládalo zejména na těžba zlata, které směňovali za sůl ze severu.

#### Amerika
Aztékové založili Tenochtitlán (kolem roku 1325), pozdější hlavní město jejich říše.

## Významné události

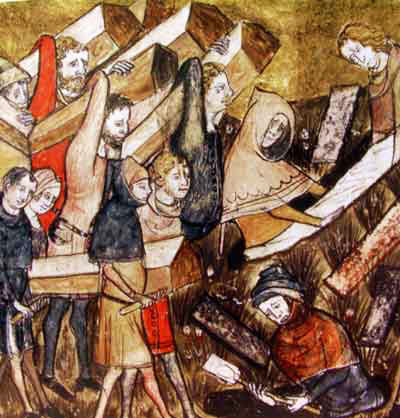
Dobové vyobrazení obětí morové epidemie

- 14. ledna 1301 zemřel uherský král Ondřej III. Jeho smrtí vymřela dynastie Arpádovců po meči.
- 4. srpna 1306 byl v Olomouci zavražděn český a polský král Václav III. Přemyslovci tak vymřeli po meči.
- 1309 – 1378 za tzv. Avignonské zajetí bylo sídlo papežů přesunuto do francouzského Avignonu.
- 1312 byla napsána jedna z prvních důležitých zmínek o rodu de Montalais, sňatek Phillipe de Montalais a Thomasse de Chemillé.
- 1315 – 1317 postihl velkou část Evropy tzv. Velký hladomor.
- 1316 – 1330 italský minorita Odorik z Pordenone procestoval Persii, Indii, jihovýchodní Asii a Čínu.
- 1325 založili Aztékové město Tenochtitlán. To sloužilo jako hlavní město Aztécké říše až do roku 1521.
- 1337 vypukla stoletá válka mezi Anglií a Francií. Konflikt trval s přestávkami až do roku 1453.

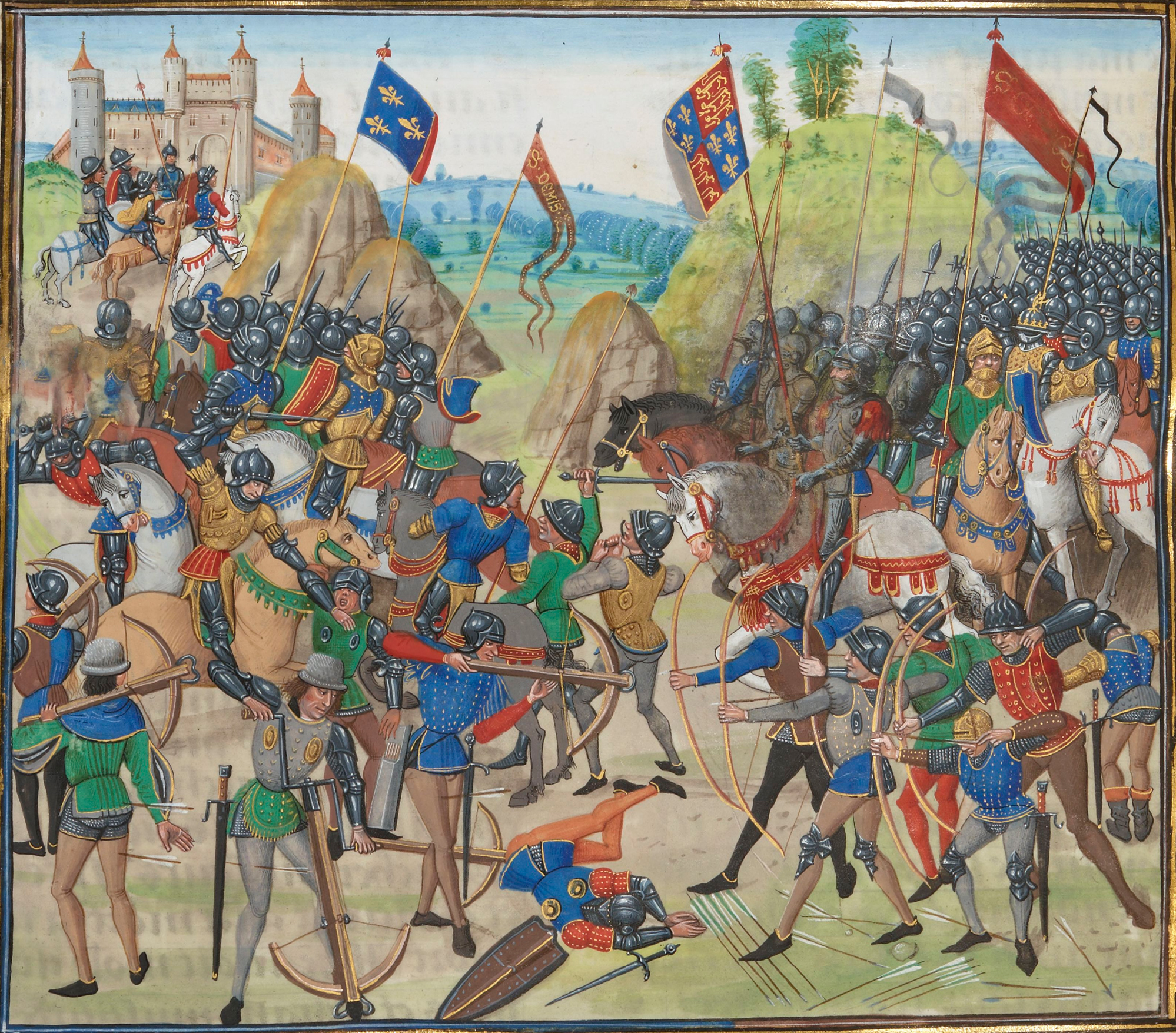
Bitva u Kresčaku – iluminace z kroniky Jeana Froissarta

- 26. srpna 1346 bylo vojsko francouzského krále Filipa VI. poraženo Angličany v bitvě u Kresčaku. V boji byl usmrcen český král Jan Lucemburský válčící na francouzské straně.
- 1346 – 1378 vládl ve Svaté říši římské a v Českém království Karel IV.
- 1347 se velká morová epidemie známá jako Černá smrt začala šířit v Evropě.
- 1348 Karel IV. zakládá v Praze první universitu ve střední Evropě.
- 1351 – 1368 v Číně proběhlo povstání rudých turbanů. Novou vládnoucí dynastií se stala domácí dynastie Ming.
- 1378 po smrti papeže Řehoře XI. došlo v katolické církvi k velkému papežskému schizmatu.
- 14. srpna 1385 byla uzavřena Krewská unie. Skrz osobu Vladislava Jagella došlo k personální unii Polského království s Litevským velkoknížectvím.
- 28. června 1389 se Osmani střetli se Srby a Bosňany v bitvě na Kosově poli. V boji padli sultán Murad I. i srbský vládce Lazar Hrebeljanović.
- 25. září 1396 byla křižácká výprava vedená uherským králem Zikmundem Lucemburským poražena osmanským sultánem Bajezidem I. v bitvě u Nikopole.
- 1397 vznikla Kalmarská unie spojující v personální unii dánské, norské a švédské království.

## Osobnosti

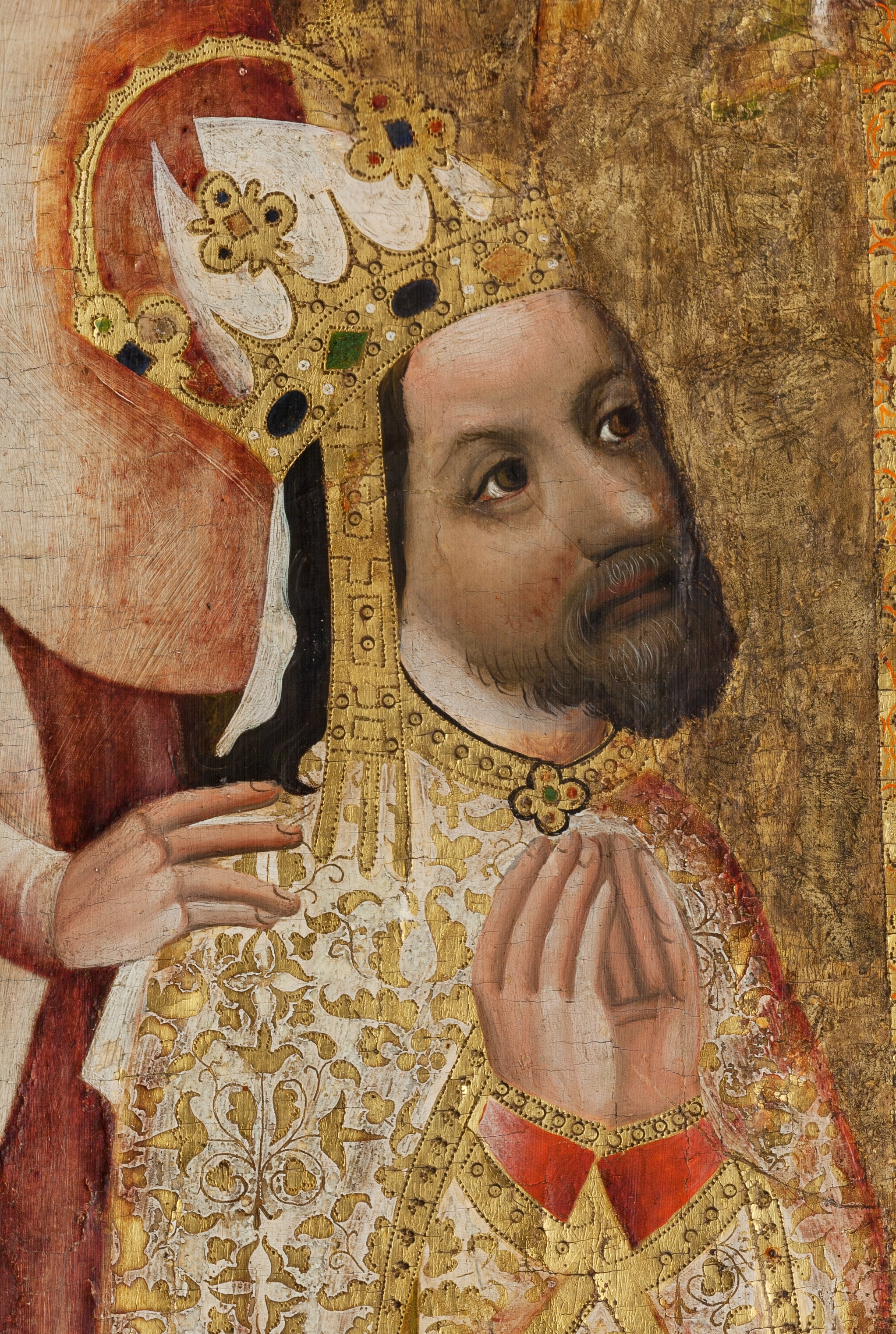
Karel IV.

Ve 14. století žily osobnosti jako benátský cestovatel Marco Polo (1254–1324), italský básník Dante Alighieri (1265–1321), český mučedník Jan Nepomucký (1340?–1393), italský básník Francesco Petrarca (1304–1374), italský básník Giovanni Boccaccio (1313–1375), stavitel Petr Parléř (1332?–1399) a anglický filozof Jan Viklef (1320?–1384).